# 魯甸廳
魯甸廳是清代雲南省昭通府下轄的一個散廳，簡。昭通府西南四十里。雍正九年（1731年）置，移大關通判駐此。北有魯甸山，南有樂馬廠山、大黑山。北有大小涼山，山峰危聳。金沙江自巧家流入又北流，逕廳西南入恩安縣。牛欄江自貴州威寧入往西北流，至廳南入金沙江。擦拉河源出大黑山，東北流，會馬鹿溝水，入恩安縣。灑魚河源出大涼山，東流，納居樂河水，入恩安縣。民國二年改為魯甸縣。